# Mesquita d'Ascó
La Mesquita d'Ascó és una obra de la localitat d'Ascó a la comarca de la Ribera d'Ebre inclosa a l'Inventari del Patrimoni Arquitectònic de Catalunya.

## Descripció
La plaça Major (antiga plaça de l'Ajuntament) havia ocupat el mercat local. Sota la plaça, amb accés per unes escales laterals, hi ha quatre arcs de mig punt de pedra, els dels extrems tapiats. L'interior està cobert amb volta de canó, i sota el nivell de terra hi ha les sitges, on era emmagatzemat el gra. Es creu que en la proximitat de la plaça hi hauria hagut la mesquita de la moreria.

## Història
El Comte Ramon Berenguer IV donà privilegis per conservar la llengua, la religió i els costums a la comunitat morisca d'Ascó, com els tenien els de Saragossa i de Tortosa. L'any 1418, els jurats de l'Aljama d'Ascó demanaren al Castellà d'Amposta permís per engrandir la Mesquita amb dues arcades més. El 1509 els moros d'Ascó tenien, encara, "jure propio in perpetuum". El 22 de maig de 1509, Ferran el Catòlic, des de Valladolid, escrivia als moros d'Ascó atorgant-los la reducció dels fruits a donar del quart i sisè al delme, si es convertien. El 1520 el Comanador d'Ascó prengué la mesquita, en convertir-se oficialment els moros al cristianisme. El 1605, Fra Pere Jaureche, Comanador d'Ascó, declarava: "Ytem, Mas tiene un granero llamado la Mesquita" Etc. El 1607, la Carnisseria es trobava, per una part, amb la mesquita, travessant el carrer major. El 1611 "una botiga en que los cristianos nuevos solian poner sus trigos que esta en la calle Major...".